# Flash (album de Michel Petrucciani)
Cet article concerne l'album de Michel Petrucciani. Pour l'album de Crystal Kay, voir Flash.
Pour les articles homonymes, voir Flash.
Albums de Michel Petrucciani
Michel Petrucciani
(1981)
Flash est le premier album de Michel Petrucciani sorti en 1980 sur le label Bingow. L'enregistrement se déroule en quartet au mois d'août 1980, Petrucciani est accompagné par Mike Zwerin au trombone, son frère Louis Petrucciani à la contrebasse et Aldo Romano à la batterie.

## Enregistrement
Les morceaux sont enregistrés lors de trois séances, le 11, 12 et 13 aout 1980 au Studio Jean Roché à St-Martin-de-Castillion.
| Musicien           | Instrument  |  | Équipe technique                       |              |
| ------------------ | ----------- |  | -------------------------------------- | ------------ |
| Michel Petrucciani | piano       |  | Jean-Jacques Pussiau, François Lemaire | producteurs  |
| Mike Zwerin        | trombone    |  | Jean-Marie Guérin                      | ingénieur    |
| Louis Petrucciani  | contrebasse |  | Gilles Ehrmann                         | photographie |
| Aldo Romano        | batterie    |  |                                        |              |

## Titres
| N°     | Titre                 | Compositeur                    | Durée |
| ------ | --------------------- | ------------------------------ | ----- |
| Face 1 |                       |                                |       |
| 1.     | Flash                 | Michel Petrucciani             | 5:33  |
| 2.     | In Your Own Sweet Way | Dave Brubeck                   | 5:25  |
| 3.     | English Blues         | Michel Petrucciani             | 2:52  |
| 4.     | Here's That Rainy Day | Jimmy Van Heusen, Johnny Burke | 4:29  |
| Face 2 |                       |                                |       |
| 5.     | Giant Steps           | John Coltrane                  | 3:57  |
| 6.     | Ballade               | André Jaume                    | 5:46  |
| 7.     | Vaucluse Blues        | Michel Petrucciani             | 7:14  |

## Réception
Sur le guide musical AllMusic, Scott Yanow écrit que c'est un album obscur, publié par le label français Bingow.